# Chariobas decoratus
Chariobas decoratus là một loài nhện trong họ Zodariidae.
Loài này thuộc chi Chariobas. Chariobas decoratus được George Newbold Lawrence miêu tả năm 1952.